# Oleg Kozhemyakin
Oleg Andreyevich Kozhemyakin (tiếng Nga: Олег Андреевич Кожемякин; sinh ngày 30 tháng 5 năm 1995) là một cầu thủ bóng đá người Nga thi đấu cho F.K. Lokomotiv-Kazanka Moskva.

## Sự nghiệp câu lạc bộ
Anh ra mắt chuyên nghiệp tại Giải bóng đá chuyên nghiệp quốc gia Nga cho FC Metallurg Lipetsk vào ngày 2 tháng 8 năm 2014 trong trận đấu với F.K. Arsenal-2 Tula.